# Puchar Świata w skokach narciarskich w Szczyrbskim Jeziorze
Puchar Świata w skokach narciarskich w Štrbskim Plesie był rozgrywany w sezonach 1979/1980, 1981/1982, 1984/1985, 1986/1987 i w sezonie 1990/1991 na dwóch skoczniach - dużej i normalnej. W sezonach 1979/1980, 1984/1985 i 1990/1991 zawody w Štrbskim Plesie kończyły zmagania Pucharu Świata. 

## Podium poszczególnych konkursów PŚ w Szczyrbskim Jeziorze
| Lp  | Data             | Skocznia  | K    | Uwagi | 1 miejsce        | 2 miejsce            | 3 miejsce         |
| --- | ---------------- | --------- | ---- | ----- | ---------------- | -------------------- | ----------------- |
| 1.  | 24 marca 1980    | MS 1970 A | K110 | -     | Masahiro Akimoto | Peter Leitner        | Hirokazu Yagi     |
| 2.  | 25 marca 1980    | MS 1970 A | K110 | -     | Armin Kogler     | Hans Millonig        | Hubert Neuper     |
| 3.  | 19 marca 1982    | MS 1970 A | K110 | -     | Ole Bremseth     | Piotr Fijas          | Jeffrey Hastings  |
| 4.  | 20 marca 1982    | MS 1970 B | K88  | -     | Ole Bremseth     | Olav Hansson         | Johan Sætre       |
| 5.  | 23 marca 1985    | MS 1970 B | K88  | -     | Matti Nykänen    | Richard Schallert    | Vegard Opaas      |
| 6.  | 24 marca 1985    | MS 1970 A | K114 | -     | Matti Nykänen    | Ernst Vettori        | Richard Schallert |
| 7.  | 10 stycznia 1987 | MS 1970 A | K114 | -     | Ulf Findeisen    | Ole Gunnar Fidjestøl | Ernst Vettori     |
| 8.  | 11 stycznia 1987 | MS 1970 B | K88  | -     | Vegard Opaas     | Andreas Felder       | Ari-Pekka Nikkola |
| 9.  | 30 marca 1991    | MS 1970 A | K120 | -     | Stefan Zünd      | Mikael Martinsson    | Raimo Ylipulli    |
| 10. | 31 marca 1991    | MS 1970 B | K90  | -     | odwołany         | odwołany             | odwołany          |

### Najwięcej razy na podium[2]
| Miejsce | Zawodnik      | Zwycięstwa | 2. miejsca | 3. miejsca |
| ------- | ------------- | ---------- | ---------- | ---------- |
| 1.      | Ole Bremseth  | 2          | 0          | 0          |
| 1.      | Matti Nykänen | 2          | 0          | 0          |
| 3.      | Vegard Opaas  | 1          | 0          | 1          |

### Najwięcej razy na podium według państw
| Miejsce | Państwo           | Zwycięstwa | 2. miejsca | 3. miejsca | Łącznie |
| ------- | ----------------- | ---------- | ---------- | ---------- | ------- |
| 1.      | Norwegia          | 3          | 2          | 2          | 7       |
| 2.      | Finlandia         | 2          | 0          | 2          | 4       |
| 3.      | Austria           | 1          | 1          | 1          | 3       |
| 4.      | Niemcy/ NRD       | 1          | 1          | 0          | 2       |
| 5.      | Japonia           | 1          | 0          | 1          | 2       |
| 6.      | Szwajcaria        | 1          | 0          | 0          | 1       |
| 7.      | Polska            | 0          | 1          | 0          | 1       |
| 7.      | Szwecja           | 0          | 1          | 0          | 1       |
| 9.      | Stany Zjednoczone | 0          | 0          | 1          | 1       |